# Sidi Bouhria
Sidi Bouhria  (in arabo سيدي بوهرية‎?) è un centro abitato e comune rurale del Marocco situato nella provincia di Berkane, regione di Regione Orientale. Conta una popolazione di 4 525 abitanti (censimento 2014).